# 宝力根苏木
宝力根苏木，是中华人民共和国内蒙古自治区锡林郭勒盟锡林浩特市下辖的一个乡镇级行政单位。

## 行政区划
宝力根苏木下辖以下地区：
锡林敖包社区、敖包图社区、伊利勒特嘎查、哈那乌拉嘎查、乌力吉德勒格尔嘎查、巴彦淖尔嘎查、巴彦温都尔嘎查、额尔敦塔拉嘎查、希日塔拉嘎查、萨如拉塔拉嘎查和巴彦德勒格尔嘎查。